# Boris Nikolajewitsch Tschitscherin

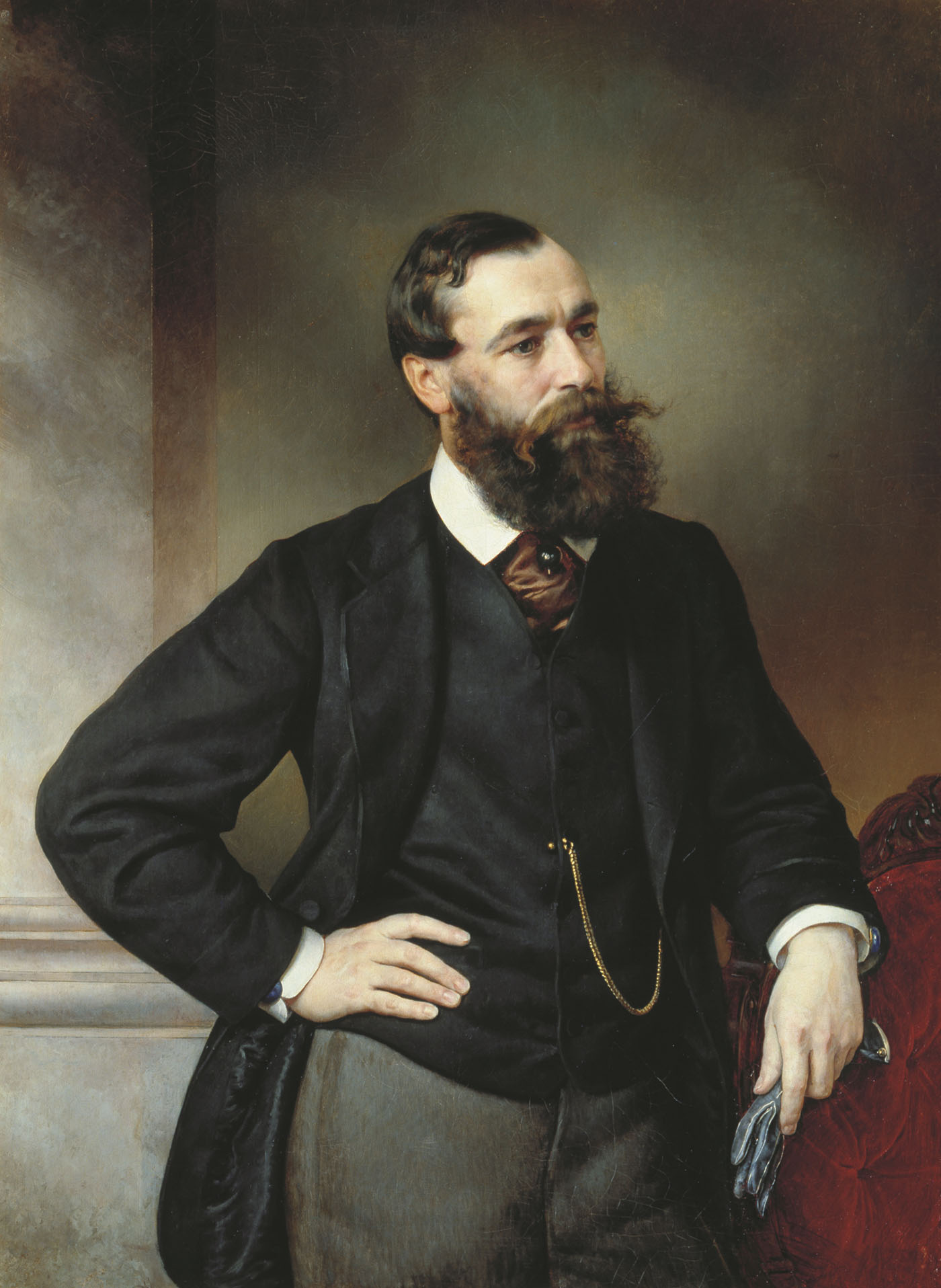
Boris Nikolajewitsch Tschitscherin (W. O. Sherwood, 1873)

Boris Nikolajewitsch Tschitscherin (russisch Борис Николаевич Чичерин; * 26. Maijul. / 7. Juni 1828greg. in Tambow; † 3. Februarjul. / 16. Februar 1904greg. auf dem Landsitz Karaul, Ujesd Kirsanow) war ein russischer Jurist, Staatsrechtler und Hochschullehrer.

## Leben
Tschitscherin war der älteste Sohn des altadligen Porutschik Nikolai Wassiljewitsch Tschitscherin (1801–1860) und seiner Frau Jekaterina Borissowna geborene Chwoschtschinska (1809–1876), Tochter eines Tambower Grundherrn. Boris Tschitscherin hatte 6 Brüder und eine Schwester, welche die jüngste war. Tschitscherin  wuchs auf dem Landsitz Karaul auf, den sein Vater 1837 erwarb. Er erhielt die erste Bildung zu Hause, wobei auch Konstantin Nikolajewitsch Bestuschew-Rjumin zu den Schülern gehörte. 1845 begann Tschitscherin das Studium an der Juristischen Fakultät der Universität Moskau. Zu seinen Lehrern gehörten Sergei Michailowitsch Solowjow, Konstantin Dmitrijewitsch Kawelin und insbesondere Timofei Nikolajewitsch Granowski, der Freund seines Vaters und des Schriftstellers Nikolai Filippowitsch Pawlow war und Tschitscherins Denken sehr beeinflusste. Nach einer kurzen Begeisterung für die Slawophilen näherte sich Tschitscherin den Westlern an. Er lernte Pawel Wassiljewitsch Annenkow, Alexander Iwanowitsch Herzen und Iwan Sergejewitsch Turgenew kennen. Er studierte die Werke Georg Wilhelm Friedrich Hegels und nahm die Ideen der französischen politischen Denker auf. Nach dem Universitätsabschluss 1849 lebte er wieder in Karaul.
1853 reichte er seine Magister-Dissertation über die Oblast-Struktur Russlands im 17. Jahrhundert ein, die aber nicht angenommen wurde wegen Darstellung der alten russischen Verwaltung in einem falschen Licht. Erst 1857 nach einigen Abschwächungen durch die Zensur wurde die Dissertation angenommen. 1857 lernte er Lew Nikolajewitsch Tolstoi kennen, woraus sich eine längere Beziehung ergab. Von 1858 bis 1861 reiste er in Europa und studierte die politischen Verhältnisse. In London traf er 1858 Herzen, der Tschitscherins Aufsatz über die gegenwärtigen Probleme des russischen Lebens veröffentlichte.
1861 wurde Tschitscherin außerordentlicher Professor der Universität Moskau am Lehrstuhl für Staatsrecht. Schon in seinen frühen Jahren galt Tschitscherin als Konservativer. Er war ein starker Befürworter der Reformen Alexanders II. Alexander II. lud ihn ein, Lehrer des Thronfolgers zu werden, so dass Tschitscherin ab 1863 Nikolai Alexandrowitsch bis zu dessen Tod 1865 Staatsrecht-Unterricht gab. Als er den Thronfolger auf seiner letzten Reise begleitete, lernte Tschitscherin 1865 in Rom den Podpolkownik des 124. Woronesch-Infanterieregiments kennen, dessen  Tochter er 1871 heiratete.
1866 wurde Tschitscherin zum Doktor des Rechts promoviert. In seiner grundlegenden Dissertation über die Volksvertretung, die 1899 erneut herausgegeben wurde, behandelte er die Entwicklung des Parlamentarismus in den europäischen Nationen. Allerdings hielt er den Parlamentarismus im damaligen Russland noch nicht für anwendbar. Bei der Wiederwahl des Dekans der Juristischen Fakultät der Universität Moskau Wassili Nikolajewitsch Leschkow beteiligte sich Tschitscherin 1866 am sogenannten Professorenaufstand der Professoren F. M. Dmitrijew, M. N. Kapustin, S. M. Solowjow, S. A. Ratschinski und anderer liberaler Professoren der Universität Moskau gegen die Wiederwahl des Dekans und die Einmischung des Ministeriums für Volksbildung in diese Universitätsangelegenheit. In der Folge verließ Tschitscherin zusammen mit anderen Professoren aus Protest die Universität.
Ende 1871 wurde Tschitscherin in den Direktorenrat der Tambow-Saratow-Eisenbahn gewählt. Nach einer Reise nach Paris ließ er sich in seiner Heimat Karaul nieder. Er kümmerte sich um die Landwirtschaft und war stellvertretender Vorsitzender der Kommission für die Erforschung des Eisenbahnwesens in Russland. Er veröffentlichte Werke über die Geschichte der Politikwissenschaft (1869–1872) und über Wissenschaft und Religion (1879). In Moskau weilte er nur besuchsweise. Anfang 1882 wurde er zum Moskauer Stadtoberhaupt gewählt als Ersatz für den vorzeitig entlassenen Unternehmer Sergei Michailowitsch Tretjakow. Er verbesserte die städtische Wirtschaft und die Wasserversorgung. Anlässlich der Krönung Alexanders III. im Mai 1883 sprach Tschitscherin in seiner Rede beim Festessen der Stadtoberhäupter über die Vereinigung aller Kräfte des Landes zum Wohle des Vaterlandes und die Notwendigkeit der Zusammenarbeit der Regierung mit den lokalen Kräften. Die Rede wurde als Forderung nach einer Verfassung interpretiert und führte zu Tschitscherins Entlassung. Im September 1883 wählte ihn die Moskauer Stadtduma zum Ehrenbürger Moskaus für seine Arbeit als Moskauer Stadtoberhaupt zum Nutzen der Moskauer Stadtgesellschaft. Er kehrte nach Karaul zurück und widmete sich wieder seiner wissenschaftlichen Arbeit. Er schrieb über Philosophie, aber auch über Chemie und Biologie, so dass Dmitri Iwanowitsch Mendelejew ihn der Russischen Gesellschaft für Physikalische Chemie als Ehrenmitglied empfahl. Daneben beteiligte er sich an der Arbeit des Tambower Semstwos. 1888–1894 arbeitete er an seinen Erinnerungen, von denen ein bedeutender Teil der Stadt Moskau und der Universität Moskau in den 1840er Jahren gewidmet war. 1893 wurde er Ehrenmitglied der St. Petersburger Akademie der Wissenschaften und 1900 Ehrenmitglied der Universität Moskau.
Ein Neffe Tschitscherins war der spätere Volkskommissar für Auswärtige Angelegenheiten Georgi Wassiljewitsch Tschitscherin. Ein weiterer Neffe war der Insektenkundler Tichon Sergejewitsch Tschitscherin.